# 黑木香
黑木香（日语：／ Kuroki Kaoru */?，1965年1月21日— ）是日本前AV女優。她特立獨行的個性受到賞識，而因此參與過許多電視節目的演出。

## 經歷
活躍期在1980年代後半期。出身鹿兒島縣鹿屋市，女子學院高等學校畢業後進入橫濱國立大學教育學部美術學科，並專攻義大利美術。求學時的1986年為了賺取前往義大利留學的費用，因此參與成人影片 (AV)的演出。由村西透導演的出道作《喜歡有點SM的感覺》（SMぽいの好き；水晶映像）創下特例而銷售大賣並因此留下紀錄，讓一般人也因此知道她的名字。
當時社會還未曾有女大學生演出AV，何況還是公開自己求學大學名稱的現任國立大學學生更是特例。還讓她因此參加許多黃金時段的電視節目演出。以「好人家的大小姐」身分卻不斷講出色情的言語，16歳以後就未曾剃毛，還自爆這件事並大膽露出腋毛而因此博得人氣。並曾以來賓身分參與朝日電視台談話節目《討論到天亮》的演出。
第一人稱是，雖然會使用像是「我自己倒是……這麼認為」的慎重語氣以及談話方式，但所講的内容都是在細微之處交織著性交的方面。
由於一舉成名而工作不斷，因此經常曠課而遭到橫濱國立大學退學。
曾是村西透的情婦。在實際經營者為村西的鑽石映像系列公司・ビックマン中擔任董事，也在村西於澀谷開設的高級烤肉店「香貴苑」中擔任女老闆，後來與村西分手並因此引退。1994年，媒體報導她從東京都中野區某間旅館的2樓跳樓，但被她本人否定。真相則是她酒醉墜樓摔傷。
2004年4月，以雜誌上關於她引退後的相關報導以及其演出的成人影片作品的再版，都侵害了她的隱私權以及肖像權為由，對出版社講談社・光文社・小學館・德間書店・雙葉社，還有DVD販售公司 オブテイン・フューチャー社提起民事訴訟並請求損害賠償。在這之間，對於德間書店（一審判決時的公司名稱是「芝ホールディングス」，『朝日藝能』的發行商），於2006年5月獲得一審勝訴判決。另外對於小學館（『女性セブン』以及『周刊郵報』發行商），於2007年4月同樣獲得一審勝訴判決，2007年11月也獲得二審勝訴判決，黑木再上訴請求追加損害賠償的範圍，但2008年1月遭到最高法院駁回並讓二審判決因此確定。

## 作品

### 成人影片
- SMぽいの好き （1986年10月2日，水晶映像）
- 愛虐の宴 （1986年11月13日，水晶映像）
- SM麗奴 （1986年12月15日，スタジオ418） - 「黑木薫」的身分演出

主演作品只有以上3作。其它多數作品都是擔任配角或部分演出。

## 演出

### 電視劇
- 必殺スペシャル・新春 決定版!大奥，春日野局の秘密 主水，露天風呂で初仕事（朝日放送） - 阿榮
- 必殺スペシャル・春一番 仕事人，京都へ行く 闇討人の謎の首領!（朝日放送） - 阿香
- ドラマ23「ピンク色のメイドさん」（1989年，TBS電視台）

### 電影
- TOKYO-POP（1988年）

### 搞笑節目
- 新春かくし芸大会（富士電視台）
- オールナイトフジ（富士電視台）
- おとなのえほん（サンテレビ）
- 鶴瓶上岡パペポTV（讀賣電視台，1987年6月2日播放）
- ダウンタウンのガキの使いやあらへんで!!（日本電視台）

### 聲優
- 金曜ロードショー／エーゲ海に捧ぐ（1988年7月8日，日本電視台） - 伊蘿娜·史特拉

## 著作

### 個人著作
- 『フルーツ白書』（1987年8月，ワニブックス）
- 『自堕落にもほどがある』（1987年10月，ネスコ）
- 『女と男の間には―黑木香対談集』（1987年12月，飛鳥新社）
- 『爆笑対談集 パブロフの犬のよだれ―欲望の条件反射』（1988年1月，ライトプレス出版社）

### 共同著作
- 伊藤比呂美『性の構造』（1987年6月，作品社）

## 迷你專輯
- 小娘日和（1987年12月16日，テイチク）[16]

## 相關項目
- 日本泡沫經濟
- 錄影機格式戰
- 森田望智 - 在Netflix劇集《全裸監督》中扮演黑木。

## 備註
1. 1 2  來自雜誌『CREA』1994年6月號的訪問（再錄於井田真木子著「旬の自画像」「フォーカスな人たち」），但從文章內容看來，她實際上生於1961年6月2日。
2. 1 2 3  . コアマガジン. 2010-08-28: 145.
3. ↑  鈴⽊嘉⼀. . 讀賣新聞東京夕刊. 1993年8月10日: 9.
4. ↑  「週刊新潮」1990年8月16・23日號，本人談。
5. ↑  本橋信宏「村西とおるを奪い合ったAV女優たち」『新潮45』2006年6月號
6. 1 2  . 朝日新聞東京朝刊. 2004-12-21: 37.
7. 1 2  . 読売新聞東京朝刊. 2004-12-21: 33.
8. ↑  . 朝日新聞東京朝刊. 2006-05-24: 38.
9. ↑  . 毎日新聞東京朝刊. 2006-05-24: 26.
10. ↑  . 產經新聞東京朝刊. 2006-05-24: 30.
11. ↑  . 夕刊フジ. 2006-05-24  [2018-08-26]. （原始内容存档于2017-09-08）.
12. ↑  . 讀賣新聞東京朝刊. 2007-04-14: 33.
13. ↑  . 毎日新聞東京朝刊. 2007-04-14: 24.
14. ↑  . 產經新聞東京朝刊. 2017-11-16: 26.
15. ↑  . 中國新聞朝刊. 2008-01-18: 社会面.
16. ↑  . Discogs.   [2018-12-24]. （原始内容存档于2018-12-24）.